# Yasuyuki Moriyama
Yasuyuki Moriyama (森山 泰行?, Moriyama Yasuyuki; Prefettura di Gifu, 1º maggio 1969) è un ex calciatore giapponese, di ruolo attaccante.